# Belgrandiella caucasica
Белграндиелла Кавказская (лат. Belgrandiella caucasica) — брюхоногий моллюск из семейства гидробииды. Включен в Красную книгу Краснодарского края. Статус 2 — «Уязвимый».
Раковина моллюска светлая, яйцевидная, маленькая, тонкостенная. Устье округлое. Плоскость устья слегка наклонена к оси раковины. Высота раковины — 1,75 мм; диаметр — 1 мм.
Данный вид моллюсков обитает только на Западном Кавказе. Обнаружен в Красноалександровской пещере на реке Аше севернее посёлка Лазаревского. Обитает на каменистом грунте чистого проточного
пещерного водоема.
Данный вид распространен только локально в месте обнаружения. Помимо Западного Кавказа нигде больше не обитает. Численность вида не поддается точной оценке. На численность вида в конкретном месте обитания значительное воздействие оказывает изменение гидрологических и биоценотических особенностей подземного водоема.
Необходим мониторинг состояния популяции.